# برفقة الوحوش
برفقة الوحوش أو( برفقة الوحوش - الحياة قبل الديناصورات ) (بالإنجليزية: Walking with Monster)‏ هو فيلم وثائقي بريطاني من ثلاثة أجزاء ، هي سلسلة تتحدث عن الحياة في حقب الحياة القديمة، بما في ذلك حياة المفصليات المنقرضة، والأسماك، والبرمائيات، والزواحف . هذه مقدمة لسلسلة برفقة الديناصورات ، تظهر هذه السلسلة ملحمة الحرب لمدة 300 مليون سنة بين المخلوقات قبل الديناصورات . السلسلة تعتمد على معرفة أكثر من 600 عالم ويصور تاريخ حقب الحياة القديمة، من العصر الكمبري(منذ 530 مليون سنة) لفترة العصر الترياسي المبكر (منذ 248 مليون سنة). و قد كتبت وأخرجت من قبل تيم هاينز.

## روابط خارجية
- برفقة الوحوش على موقع IMDb (الإنجليزية)
- برفقة الوحوش على موقع قاعدة بيانات الفيلم (الإنجليزية)
- برفقة الوحوش على موقع ليتربوكسد (الإنجليزية)
- برفقة الوحوش على موقع كينوبويسك (الروسية)
- برفقة الوحوش على موقع قاعدة بيانات الفيلم (الإنجليزية)